# سهره بیشه‌ای چشم‌سفید
سهره بیشه‌ای چشم‌سفید (نام علمی: Atlapetes leucopis) یک گونه از پرندگان تیرهٔ گنجشکان جهان جدید (Passerellidae) است که در کلمبیا و اکوادور یافت می‌شود.
زیستگاه‌های طبیعی آن جنگل‌های کوهستانی نمناک نیمه‌گرمسیری یا گرمسیری و جنگل‌های پیشین به شدت دگرگون‌شده است.